# Commissione giuridica del Parlamento europeo
La commissione giuridica (JURI, abbreviazione del francese juridiques) è una commissione permanente del Parlamento europeo.

## Competenze
In base al regolamento del Parlamento europeo la commissione giuridica è la:
1. l'interpretazione, l'applicazione e il controllo del diritto dell'Unione e la conformità degli atti dell'Unione al diritto primario, in particolare la scelta delle basi giuridiche e il rispetto dei principi di sussidiarietà e proporzionalità;
2. l'interpretazione e l'applicazione del diritto internazionale, se e nella misura in cui esso interessa l'Unione europea;
3. il miglioramento del processo legislativo e la semplificazione del diritto dell'Unione;
4. la tutela giurisdizionale dei diritti e delle prerogative del Parlamento, compresa la sua partecipazione a ricorsi dinanzi alla Corte di giustizia dell'Unione europea;
5. gli atti dell'Unione che interessano l'ordinamento giuridico degli Stati membri, in particolare nei seguenti settori:
a) diritto civile e commerciale,
b) diritto delle società,
c) diritto della proprietà intellettuale,
d) diritto processuale;
6. le misure relative alla cooperazione giudiziaria e amministrativa in materia civile;
7. la responsabilità ambientale e le sanzioni applicabili ai reati contro l'ambiente;
8. le questioni etiche connesse con le nuove tecnologie, applicando la procedura delle commissioni associate con le commissioni pertinenti;
9. lo statuto dei deputati e lo statuto del personale dell'Unione europea;
10. i privilegi e le immunità nonché la verifica dei poteri dei deputati;
11. l'organizzazione e lo statuto della Corte di giustizia dell'Unione europea;
12. l'Ufficio dell'Unione europea per la proprietà intellettuale.»

(Regolamento del Parlamento europeo, Allegato V: Attribuzioni delle commissioni parlamentari permanenti, art. XVI.)

## Presidenti
| Periodo                           | Presidente            | Gruppo | Nazionalità |
| --------------------------------- | --------------------- | ------ | ----------- |
| 1979 - 1982                       | Mauro Ferri           | SOC    | Italia      |
| ...                               | ...                   | ...    | ...         |
| 1994 - 1997                       | Carlo Casini          | PPE    | Italia      |
| ...                               | ...                   | ...    | ...         |
| 22 luglio 2004 - 13 luglio 2009   | Giuseppe Gargani      | PPE    | Italia      |
| 2009 - 2014                       | Klaus-Heiner Lehne    | PPE    | Germania    |
| 2014 - 2019                       | Pavel Svoboda         | PPE    | Rep. Ceca   |
| 10 luglio 2019 - 31 gennaio 2020  | Lucy Nethsingha       | RE     | Regno Unito |
| 17 febbraio 2020 - 16 giugno 2024 | Adrián Vázquez Lázara | RE     | Spagna      |
| 23 luglio 2024 -                  | Ilhan Kyuchyuk        | RE     | Bulgaria    |